# Primavera (telenovela)
Primavera é uma telenovela venezuelana produzida e exibida pela RCTV entre 12 de fevereiro de 1987 e 4 de maio de 1988
A trama é original de Delia Fiallo e é um remake da novela María Teresa produzida em 1972.
Foi protagonizada por Gigi Zanchetta e Fernando Carrillo.

## Elenco
- Gigi Zanchetta - Andreína Méndez
- Fernando Carrillo - Eduardo Luis de la Plaza
- Carlota Sosa - Isabela Urbaneja de la Plaza
- Sandra Juhasz - Graciela Méndez
- Humberto García - Luis Alberto Urbaneja
- Pedro Lander - Vladimir Vásquez
- Alberto Marín - Rafael Méndez
- Carlos Montilla - Salvador González
- Yajaira Orta - Lourdes Falcón
- Marielena Pereira - Valentina Vásquez
- Vladimir Torres - Ernesto París
- Romelia Agüero - Inmaculada González
- Irina Rodríguez - Diana Méndez
- Carmencita Padrón - Alcira
- Zulay García - Yolanda Vivas
- Verónica Doza - Agustina Mendoza
- Dalila Colombo - Augusta Mijares

## Versões
- Em 1972 a cadeia de TV Venevisión realizou a primeira versão desta historia chamada María Teresa e protagonizada por Lupita Ferrer e José Bardina.

- Em 1993 a cadena venezulana Venevisión produziu mais uma versão com o título Rosangélica e protagonizada por Sonya Smith e Víctor Cámara.

- Em 1999 a Televisa realizou no México uma versão intitulada  Rosalinda, producida por Salvador Mejía e protagonizada por Thalía e Fernando Carrillo, que repetiu o mesmo personagem feito em Primavera.

- O canal filipino GMA Network realizou em 2009 uma adaptação desta telenovela também chamada Rosalinda, protagonizada por Carla Abellana e Geoff Eigenmann[2]..